# Mercedes Ruehl
Mercedes J. Ruehl (Queens, Nova Iorque, 28 de fevereiro de 1948) é uma atriz americana vencedora de um Globo de Ouro e um Oscar de melhor atriz coadjuvante por sua performance no filme The Fisher King de 1991. Também atua no teatro, tendo vencido um Tony de melhor atriz principal por sua performance na peça Lost in Yonkers de 1991.

## Vida pessoal
Seu pai era um agente do FBI e sua mãe, também chamada Mercedes, professora. Ela foi criada na religião católica, e possui ancestralidade alemã, irlandesa e cubana. Ruehl estudou no College of New Rochelle, uma faculdade católica de New Rochelle, e se formou em 1969. É casada com o pintor David Geiser, com quem adotou um filho, Jake (n. 1997). Ela teve outro filho, Christopher, que colocou na adoção em 1976; Christopher é o padrinho de Jake.

## Carreira
Ruehl começou sua carreira no teatro na década de 1970, e passou a ter vários empregos para se sustentar. O sucesso no circuito off-Broadway veio na década de 1980 e, mais tarde, naquela mesma década, na Broadway também. Seu primeiro papel no cinema foi no filme brasileiro Dona Flor e Seus Dois Maridos, de 1976, como uma cliente estadunidense do cassino frequentado pelos personagens.
Durante os anos que se seguiram, atuou em produções independentes e seriados de televisão, até que veio a aclamação por The Fisher King, em 1991, filme que lhe rendeu o Oscar de melhor atriz coadjuvante, fazendo dela a primeira mulher de origem cubana a ganhar um prêmio da Academia.

## Filmografia

### Cinema
| Ano  | Filme                          | Papel                       | Notas                                                                                 |
| ---- | ------------------------------ | --------------------------- | ------------------------------------------------------------------------------------- |
| 1976 | Dona Flor e Seus Dois Maridos  | Garota americana no cassino |                                                                                       |
| 1979 | The Warriors                   | Policial no Central Park    |                                                                                       |
| 1981 | Four Friends                   | Mulher no Taxi              |                                                                                       |
| 1986 | Twisted                        | Cybelle                     |                                                                                       |
| 1986 | Heartburn                      | Eve                         |                                                                                       |
| 1987 | Leader of the Band             | Miss Cooper                 |                                                                                       |
| 1987 | Radio Days                     | Ad Men                      |                                                                                       |
| 1987 | 84 Charing Cross Road          | Kay                         |                                                                                       |
| 1987 | The Secret of My Succe$s       | Sheila                      |                                                                                       |
| 1988 | Big                            | Srª. Baskin                 |                                                                                       |
| 1988 | Married to the Mob             | Connie Russo                |                                                                                       |
| 1989 | Slaves of New York             | Samantha                    |                                                                                       |
| 1989 | Crimes and Misdemeanors        | Party Guest                 | não creditada                                                                         |
| 1990 | Crazy People                   | Drª. Liz Baylor             |                                                                                       |
| 1991 | Another You                    | Elaine                      |                                                                                       |
| 1991 | The Fisher King                | Anne Napolitano             | Oscar de melhor atriz coadjuvante Globo de Ouro de melhor atriz coadjuvante em cinema |
| 1993 | Lost in Yonkers                | Bella Kurnitz               |                                                                                       |
| 1993 | Last Action Hero               | Irene Madigan               |                                                                                       |
| 1994 | On Hope                        | Wendy                       |                                                                                       |
| 1995 | Indictment: The McMartin Trial |                             |                                                                                       |
| 1997 | Roseanna's Grave               | Roseanna 'Rosa'             |                                                                                       |
| 1999 | The Minus Man                  | Jane Durwin                 |                                                                                       |
| 1999 | Out of the Cold                | Tina                        |                                                                                       |
| 2000 | Spooky House                   | Chefe                       |                                                                                       |
| 2000 | What's Cooking?                | Elizabeth 'Lizzy' Avila     |                                                                                       |
| 2000 | More Dogs Than Bones           | Victoria 'Vic' Galletti     |                                                                                       |
| 2000 | The Amati Girls                | Grace                       |                                                                                       |
| 2004 | Zeyda and the Hitman           | Esther                      |                                                                                       |
| 2007 | A Happy Death                  | Aunt Rosa                   |                                                                                       |
| 2009 | Loving Leah                    | Janice Lever                |                                                                                       |
| 2019 | Hustlers                       |                             |                                                                                       |

### Televisão
| Ano        | Título                                           | Papel              | Notas                                             |
| ---------- | ------------------------------------------------ | ------------------ | ------------------------------------------------- |
| 1984       | Mom's on Strike                                  | Sandy              |                                                   |
| 1985       | Our Family Honor                                 | Louise Taylor      | Episódio "Homecoming"                             |
| 1986       | Kate & Allie                                     | ela mesma          | Episódio "Late Bloomer"                           |
| 1990       | The Cosby Show                                   | Bernadette Foley   | Episódio "The Moves"                              |
| 1995       | Indictment: The McMartin Trial                   | Lael Rubin         |                                                   |
| 1995 -1996 | Frasier                                          | Kate Costas        | 5 episódios                                       |
| 1997       | SUBWAY Stories: Tales from the Underground       | Leyla              | Segmento "Underground"                            |
| 1997       | North Shore Fish                                 | Florence           |                                                   |
| 1998       | Gia                                              | Kathleen Carangi   |                                                   |
| 2000       | All-American Girl: The Mary Kay Letourneau Story | Jane Newhall       |                                                   |
| 2000       | The Lost Child                                   | Rebecca            | Hallmark Hall of Fame                             |
| 2001       | Mr. Life                                         |                    |                                                   |
| 2002       | Guilt by Association                             | Susan Walker       |                                                   |
| 2002       | Widows                                           | Dolly Rawlins      | Minissérie                                        |
| 2004       | 1-800-Missing                                    | Emanuelle Baker    | Episódio "These Dreams Before Me"                 |
| 2004       | Bad Apple                                        | Lorraine Gibbons   |                                                   |
| 2004       | Law & Order                                      | Zina Rybakov       | Episódio "All in the Family"                      |
| 2005       | Mom at Sixteen                                   | Terry Jeffries     |                                                   |
| 2006       | Entourage                                        | Srª. Chase         | HBO episódios "Aquamom" e "Return To Queens Blvd" |
| 2006       | A Girl Like Me: The Gwen Araujo Story            | Sylvia Guerrero    |                                                   |
| 2007       | Psych                                            | Detetive Goochberg | Episódio "Scary Sherry: Bianca's Toast"           |
| 2009       | Law & Order                                      | Juíza Clara Lloyd  | Episódio "By Perjury"                             |